# International Journal of Modern Physics
International Journal of Modern Physics ist eine Reihe von fünf begutachteten wissenschaftlichen Fachzeitschriften, die von World Scientific veröffentlicht werden.

## International Journal of Modern Physics A
International Journal of Modern Physics A wurde 1986 begründet und behandelt Teilchen und Felder, Gravitation, Kosmologie und Kernphysik. Der Impact Factor für 2024 betrug 1.2.
- ISSN 0217-751X (Druck)
- ISSN 1793-656X (web)

## International Journal of Modern Physics B
International Journal of Modern Physics B wurde 1986 begründet und behandelt kondensierte Materie, Statistische Physik und Angewandte Physik, Supraleiter. Der Impact Factor für 2024 betrug 2.8.
- ISSN 0217-9792 (Druck)
- ISSN 1793-6578 (web)

## International Journal of Modern Physics C
International Journal of Modern Physics C wurde 1990 begründet und behandelt Computerphysik, und damit zusammenhängende Gebiete wie Astrophysik, Biophysik, Materialwissenschaft und Statistische Physik. Der Impact Factor für 2024 betrug 1.6.
- ISSN 0129-1831 (Druck)
- ISSN 1793-6586 (web)

## International Journal of Modern Physics D
International Journal of Modern Physics D wurde 1992 begründet und behandelt Gravitation, Astrophysik, Kosmologie, besonders Allgemeine Relativitätstheorie, Quantengravitation, kosmische Strahlung. Der Impact Factor für 2024 betrug 2.1.
- ISSN 0218-2718 (Druck)
- ISSN 1793-6594 (web)

## International Journal of Modern Physics E
International Journal of Modern Physics E wurde 1992 begründet und behandelt experimentelle, theoretische und computergestützte Kernphysik, und deren Anwendung auf Astrophysik und Teilchenphysik. Der Impact Factor für 2024 betrug 0.9.
- ISSN 0218-3013 (Druck)
- ISSN 1793-6608 (web)